# 蘇康城
蘇康城（So, Hong Shing，1980年11月7日—），是一名香港足球員。擔任中場。曾效力香港甲組足球聯賽球隊和富大埔，及後轉投香港乙組足球聯賽球隊愉園。協助愉園於2012-13取得乙組聯賽亞軍及翌季重返甲組作賽的資格後，蘇康城重返母會和富大埔，並未跟隨愉園升上甲組。

## 軼事
蘇康城與隊友陳思榮、陳旭智、史建威及呂志興自小便在大埔區內一起踢足球而認識，外型成熟的蘇康城被隊友笑指為小時候球場的「惡霸」。

## 外部連結
- 香港足球總會網頁球員註冊資料 （页面存档备份，存于）
- 愉園足球隊球員資料